# Élections législatives tibétaines de 2011
Les Élections législatives tibétaines de 2011 se sont tenues en 2011 grâce aux travaux d'une Commission électorale tibétaine, permettant aux Tibétains en exil d'élire 42 députés membres du Parlement tibétain en exil.

## Liste des parlementaires de la15eAssemblée tibétaine
| Nombre (et position) | Membre                                                                                    | Corps électoral ou tradition |
| -------------------- | ----------------------------------------------------------------------------------------- | ---------------------------- |
| 1 Président          | Penpa Tsering                                                                             | Do-mey                       |
| 2 Vice-Président     | Lopon Khenpo Sonam Tenphel                                                                | Tradition Nyingmapa          |
| 3                    | Bhutuk Gyari                                                                              | ""                           |
| 4                    | Karma Chophel                                                                             | Tradition Kagyupa            |
| 5                    | Tenpa Yarphel                                                                             | ""                           |
| 6                    | Norbu Tsering                                                                             | Tradition Sakyapa            |
| 7                    | Choedak Gyatso                                                                            | ""                           |
| 8                    | Rongpo Lobsang Nyendak                                                                    | Tradition Gelugpa            |
| 9                    | Atruk Tseten                                                                              | ""                           |
| 10                   | Geshe Monlam Tharchin                                                                     | Tradition Bönpo              |
| 11                   | Geshe Namdak Tsukphue                                                                     | ""                           |
| 12                   | Acharya Yeshi Phuntsok                                                                    | Ü-Tsang                      |
| 13                   | Pema Jungney                                                                              | ""                           |
| 14                   | Sharling Tenzin Dadon                                                                     | ""                           |
| 15                   | Geshe Kelsang Dadul                                                                       | ""                           |
| 16                   | Karma Yeshi                                                                               | ""                           |
| 17                   | Dawa Tsering                                                                              | ""                           |
| 18                   | Dolma Tsering (Dolma Tsering Teykhang)                                                    | ""                           |
| 19                   | Bhumo Tsering                                                                             | ""                           |
| 20                   | Bawa Kelsang Gyaltsen                                                                     | Do-Toe                       |
| 21                   | Serta Tsultrim                                                                            | ""                           |
| 22                   | Juchen Kunchok Choedon                                                                    | ""                           |
| 23                   | Jamyang Soepa                                                                             | ""                           |
| 24                   | Youdon Aukatsang                                                                          | ""                           |
| 25                   | Choekyong Wangchuk                                                                        | ""                           |
| 26                   | Yangchen Dolkar                                                                           | ""                           |
| 27                   | Tsultrim Tenzin                                                                           | ""                           |
| 28                   | Geshe Yungdrung Gyaltsen, démissionne le 1er janvier 2012, remplacé par Lobsang Yeshi     | ""                           |
| 29                   | Ghang Lhamo                                                                               | ""                           |
| 30                   | Thupten Lungrik                                                                           | Amdo (Do-Mey)                |
| 31                   | Dawa Tsering Gyalrong, décédé, remplacé par Choney Tsering Youdon                         | ""                           |
| 32                   | Dolma Tsomo Phelgye, démissionne le 2 août 2011, remplacée par le docteur Khenrab Gyamtso | ""                           |
| 33                   | Dolkar Lhamo Kirti, démissionne en novembre 2013, remplacée par Tashi Dhondup             | ""                           |
| 34                   | Sonam Gyaltsen                                                                            | ""                           |
| 35                   | Dolkar Kyab                                                                               | ""                           |
| 36                   | Yeshi Dolma                                                                               | ""                           |
| 37                   | Mogru Tenpa                                                                               | ""                           |
| 38                   | Gyarig Thar                                                                               | ""                           |
| 39                   | Thubten Wangchen                                                                          | Europe                       |
| 40                   | Chungdak Koren (remplacée par Wangpo Tethong le 6 mai 2014)                               | ""                           |
| 41                   | Dicki Chhoyang (remplacée par Tashi Namgyal Khamsitsang en septembre 2011)                | Amérique du nord             |
| 42                   | Norbu Tsering                                                                             | Canada                       |